# Anereuthinula
Anereuthinula là một chi bướm đêm thuộc họ Noctuidae.